# Elytraria klugii
Elytraria klugii är en akantusväxtart som beskrevs av Emery Clarence Leonard. Elytraria klugii ingår i släktet Elytraria och familjen akantusväxter. Inga underarter finns listade i Catalogue of Life.